# Parafia św. Maksymiliana Kolbego w Pęperzynie
Parafia św. Maksymiliana Kolbego w Pęperzynie – parafia rzymskokatolicka w dekanacie Sępólno Krajeńskie diecezji bydgoskiej.
Erygowana 20 marca 1979.
Do parafii należy wieś Pęperzyn.